# 파파베린
파파베린(papaverine, 라틴어 papaver, "양귀비")은 아편 알칼로이드 진경제로서, 교감 연축과 혈관 경련(특히 창자, 심장, 뇌를 수반하는)의 치료에 주로 사용되며, 간헐적으로는 발기부전 치료에 사용된다. 급성 장간막 허혈을 치료하는데 사용된다. 양귀비에서 발견되지만 파파베린은 진통성(몰핀 관련) 아편 알칼로이드(아편제)와 대비하여 구조 및 약리적 동작 면에서는 차이가 있다.

## 역사

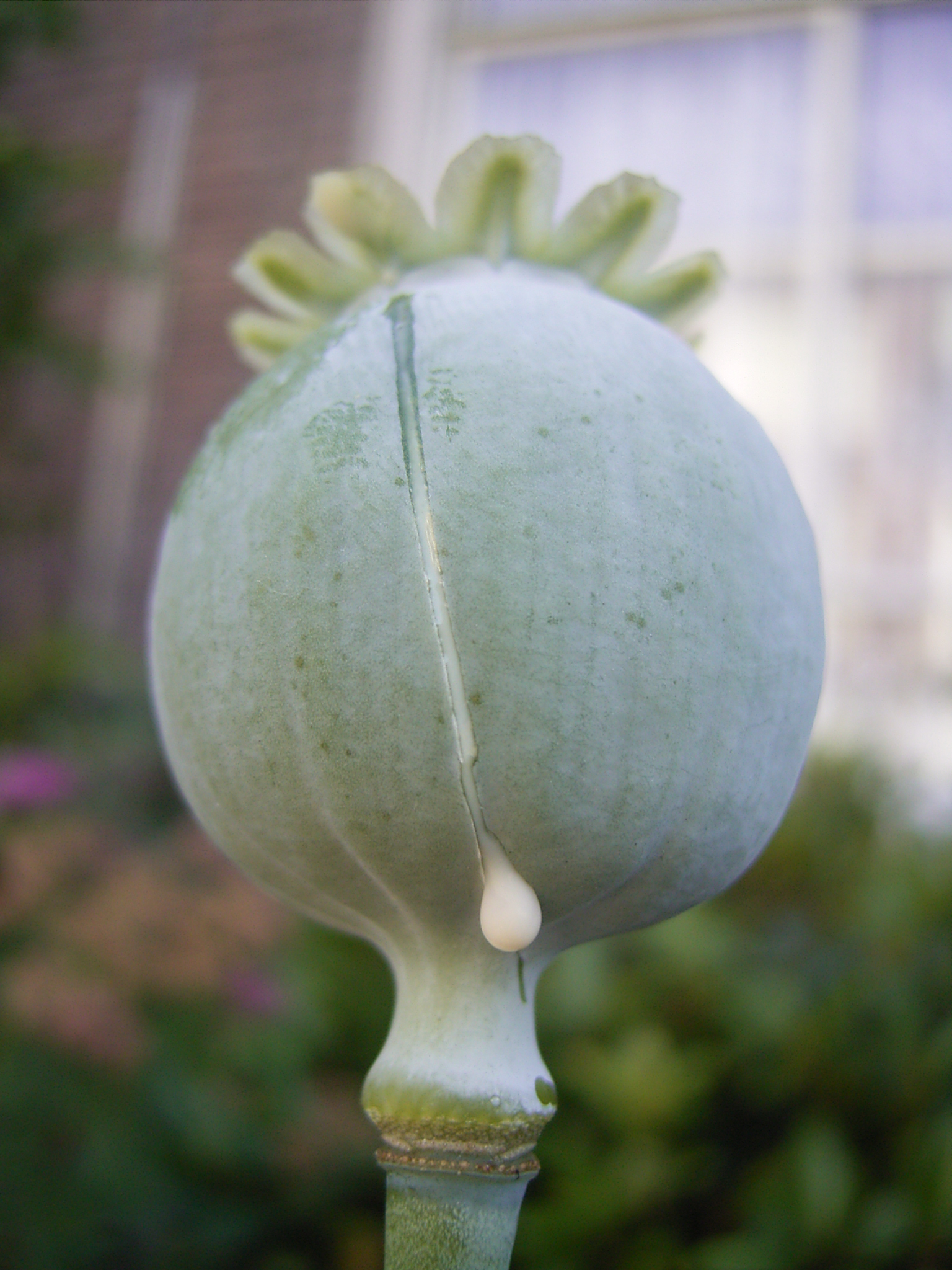
Papaver somniferum의 캡슐.

파파베린은 1848년 Georg Merck(1825–1873년)에 의해 발견되었다. Merck는 독일의 화학자 유스투스 폰 리비히와 아우구스트 호프만의 제자였으며 독일의 주요 화학 및 의약 기업인 메르크사의 설립자 Emanuel Merck(1794–1855년)의 아들이었다.

## 부작용
파파베린 치료의 흔한 부작용으로는 다양한 형태의 심실빈맥, 변비, 술포브로모프탈레인(sulphobromophthalein) 간섭 아미노전이 효소의 수치 증가, 알칼리 포스파타아제의 수치 증가, 졸림, 현훈이 포함된다.
희귀한 부작용으로는 안색의 홍보, 다한증, 약물 발진, 동맥 저혈압, 심박 급속증, 식욕 부진, 황달, 호산 백혈구 증가증, 혈소판감소, 간염, 두통, 알레르기 반응, 만성 활동 간염, 뇌혈관 경련의 악화가 포함된다.